# Port lotniczy Trapani
Port lotniczy Trapani (IATA: TPS, ICAO: LICT) – port lotniczy położony 15 km na południe od Trapani, na Sycylii, we Włoszech.

## Historia
Lotnisko otwarto na początku 1960 roku z połączeniami do Palermo, Pantelleria i Tunezji, a od 1964 do Neapolu i Rzymu.
Dzięki strategicznej pozycji geograficznej na lotnisku wojskowym nastąpił wzrost aktywności militarnej od momentu ustanowienia tu jednostki "Stormo 37" włoskich sił powietrznych. Jednostka stacjonuje w obszarze wojskowym, oddzielona od części cywilnej lotniska, aby zagwarantować pełną niezależność obu struktur.
Po długim okresie bezczynności, w 2003 r. ruch lotniczy wzrósł dzięki uruchomieniu lokalnych lotów krajowych do Bari, Bolonii, Cagliari, Milano Linate i Rzymu (Fiumicino), obsługiwanych przez samoloty firmy Air One.
Od września 2006 roku z tego lotniska korzystają tanie linie lotnicze, m.in. Ryanair uruchomiła codzienne loty do Pizy, natomiast wiosną 2007 uruchomiono loty międzynarodowe.
Lotnisko cywilne jest pod zarządem Airgest, firmy założonej w czerwcu 1992 roku.
Jest to lotnisko wojskowe, otwarte dla cywilnego ruchu krajowego z niezależnymi pasami startowymi i jest położone na terytorium Marsala.
Jest jednym z pięciu cywilnych portów lotniczych na Sycylii, ale wykorzystywany jest także do celów wojskowych.
Lotnisko nosi imię Vincenzo Florio.

## Linie lotnicze i połączenia
| Linia Lotnicza | Kierunek |
| -------------- | --- |
| DAT            | 1. Pantelleria |
| Ryanair        | 1. Mediolan-Bergamo 2. Bolonia 3. Malta 4. Neapol 5. Piza 6. Rzym-Fiumicino 7. Treviso 8. Turyn Sezonowo: 1. Billund 2. Bordeaux 3. Bratysława 4. Bruksela-Charleroi 5. Karlsruhe/Baden-Baden 6. Katowice 7. Londyn-Stansted 8. Manchester 9. Mediolan-Malpensa 10. Pescara 11. Porto 12. Ryga 13. Sewilla 14. Tuluza 15. Warszawa-Modlin 16. Weeze |